# Cirauqui
Cirauqui (em castelhano) ou Zirauki (em basco) é um município da Espanha na província e comunidade autónoma de Navarra. Tem 41,47 km² de área e em 2021 tinha 488 habitantes (densidade: 11,8 hab./km²).

## Demografia
| Variação demográfica do município entre 1991 e 2004 | Variação demográfica do município entre 1991 e 2004 | Variação demográfica do município entre 1991 e 2004 | Variação demográfica do município entre 1991 e 2004 |
| --------------------------------------------------- | --------------------------------------------------- | --------------------------------------------------- | --------------------------------------------------- |
| 1991                                                | 1996                                                | 2001                                                | 2004                                                |
| 470                                                 | 454                                                 | 456                                                 | 462                                                 |